# مجموع كل المخاوف (رواية)
مجموع كل المخاوف The Sum of All Fears هي رواية إثارة سياسية للكاتب الأمريكي توم كلانسي وصدرت في 14 أغسطس 1991.
وهي رواية مكملة لرواية «خطر واضح وحاضر» (1989)
ظهرت لأول مرة في المرتبة الأولى في قائمة أفضل الكتب مبيعًا في نيويورك تايمز. أنتج فيلم بنفس الاسم مقتبس من الرواية وبطولة بن أفليك الذي يلعب دور جاك رايان، وصدر الفيلم في 31 مايو 2002.

## القصة
يحاول جاك رايان الذي يشغل الآن منصب نائب مدير المخابرات المركزية، وقف أزمة تتعلق بعملية السلام في الشرق الأوسط حيث يتآمر إرهابيون فلسطينيون وألمان شرقيون سابقون لدفع الولايات المتحدة والاتحاد السوفياتي للانزلاق نحو حرب نووية.